# Layard-Palmenhörnchen
Das Layard-Palmenhörnchen (Funambulus layardi) ist eine Hörnchenart aus der Gattung der Gestreiften Palmenhörnchen (Funambulus). Der Artname ehrt den britischen Naturforscher Edgar Leopold Layard, den Entdecker der Art.

## Merkmale
Die Männchen des Layard-Palmenhörchens erreichen eine Kopf-Rumpf-Länge von 144 mm und eine Schwanzlänge von 158 mm, die Weibchen eine Kopf-Rumpf-Länge von 154 mm und ein Gewicht von 168 g. Die Fellzeichnung weist das Layard-Palmenhörnchen als farbenprächtigstes Mitglied der gesamten Gattung aus. Auf dem Rücken verlaufen drei Längsstreifen, wobei der mittlere Rückenstreifen und manchmal auch die seitlichen Streifen eine leuchtend orange-gelbe Färbung aufweisen. Das Bauchfell zeigt eine kastanienfarbene, gelblich-orange oder rostbraune Färbung. Über die Schwanzunterseite verläuft eine rote Mittellinie.

## Verbreitung, Lebensraum und Lebensweise
Das Layard-Palmenhörnchen kommt im Südwesten und in der Zentralregion von Sri Lanka vor. Eine irrtümliche Sichtung eines Jungtiers in Indien basiert offenbar auf einer Verwechslung mit dem Dunklen Palmenhörnchen (Funambulus sublineatus). Als Lebensraum werden immergrüne Regenwälder im Flachland und in den Bergregionen bevorzugt. Die Lebensweise des Layard-Palmenhörnchens ist nur wenig erforscht. Es ist tagaktiv und baumbewohnend.

## Status
Das Layard-Palmenhörnchen gilt als selten und wird von der IUCN als „gefährdet“ (vulnerable) eingestuft. Die Hauptgefährdung geht von Lebensraumzerstörung und Degradierung verursacht durch große Holzplantagen, selektive Rodung und Waldbrände aus. Das Ausmaß der Lebensraumzerstörung wird auf 20 bis 50 Prozent über einen Zeitraum von 10 Jahren geschätzt.